# 몽어노걸대

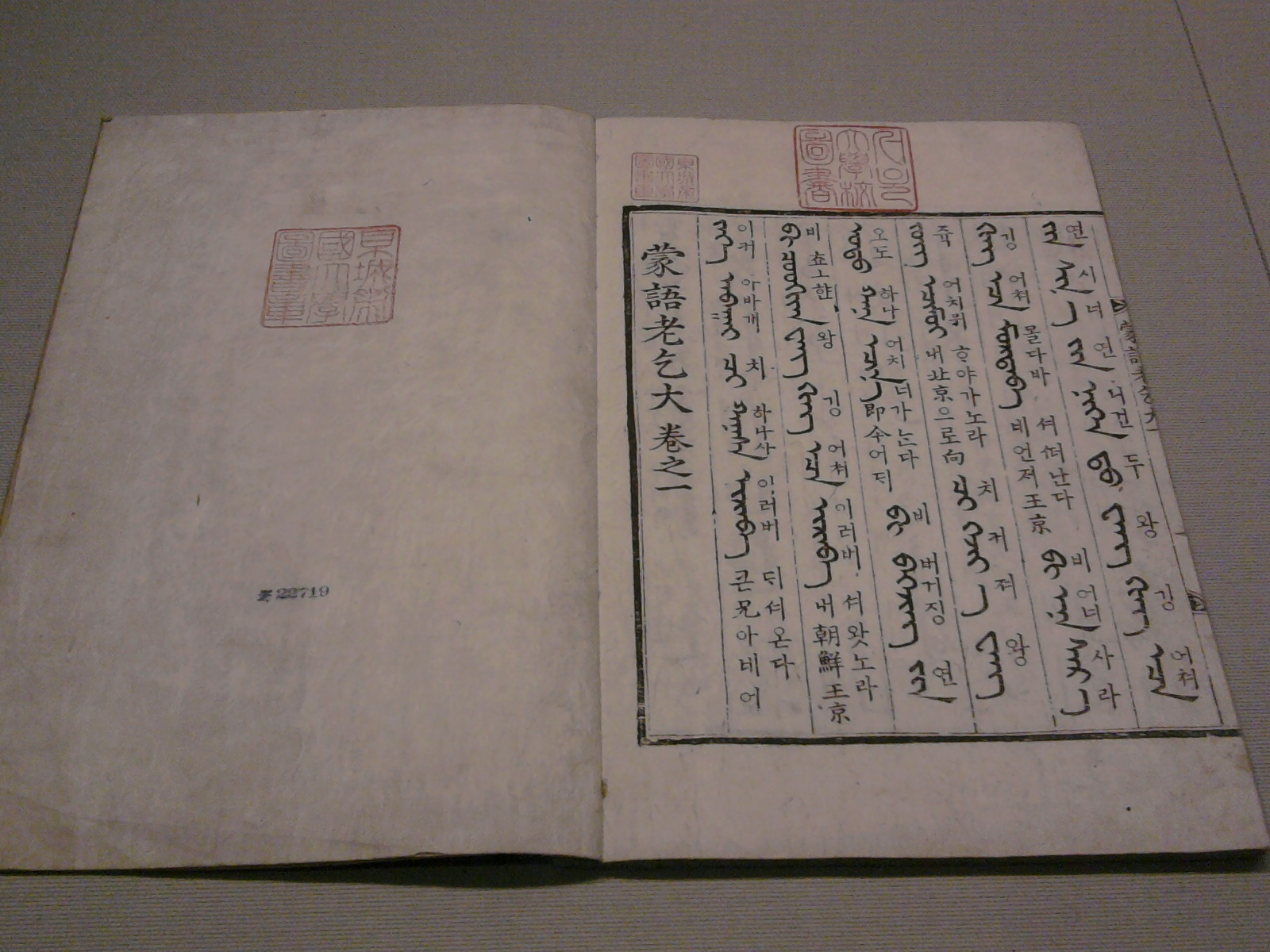
《몽어노걸대》

《몽어노걸대》(蒙語老乞大)는 조선 사역원의 몽골어 구어 교본이다. 몽학삼서의 하나이다.

## 개요
사대교린(事大交隣)을 외교 정책의 기반으로 삼은 조선은 건국 후 일찍이 외국어 학습을 위해 사역원을 설치하였다. 사역원에서는 사대(事大)를 위해 중국어를 교육했고 이를 한학(漢學)이라 했으며, 교린(交隣)을 위해 몽골어, 일본어, 여진어를 교육했는데, 각각 몽학(蒙學), 왜학(倭學), 여진학(女眞學)이라고 했다. 몽골어는 중국을 통일하고 거대한 제국을 세운 몽골제국과 원나라의 통치 언어였으며, 원 간섭기를 거치기도 한 한반도에서는 고려 시대부터 몽골어의 교육이 활발히 이루어졌다. 조선 시대에는 원은 이미 멸망하였으나 북원 쪽에 적지 않은 잔존 몽골인이 있었고, 교섭을 위해 몽골어 교육은 유지되었다. 특히 임진왜란과 병자호란을 거치며 명으로부터 몽골인 병사가 많이 파병되어 몽골어 교육의 수요가 증가하였다. 그러나 조선은 단순히 《경국대전》에서 규정된 사학(四學) 체제를 보수적으로 유지하기 위해, 혹은 앞으로 몽골 세력이 다시 강해질 가능성을 대비해 몽골어 교육을 유지한 것으로 해석되기도 한다.
한어본 《노걸대》는 인기 있는 중국어 구어 교본이었고, 이는 청어(淸語)와 왜어(倭語)뿐만 아니라 몽어(蒙語), 즉 몽골어로도 번역되었는데 그것이 《몽어노걸대》이다. 한어본 《노걸대》가 언제 몽골어로 번역되었는지는 확실한 기록이 없으나, 사역원의 연혁과 업무 내용을 기록한 《통문관지》에 따르면 기존의 몽학서가 임진왜란과 병자호란 때 소실되어 1684년부터 《신석노걸대》(新釋老乞大)를 역과시험에서 사용하기 시작했다. 이후 1741년에 이최대(李最大) 등이 목판본을 간행하였고 1766년에 이억성(李億成)이 개수하여 사역원에서 간행하였다. 또한 1790년에 방효언(方孝彦)이 몽학삼서를 개수·간행하였는데, 《몽어노걸대》의 간행은 사역원에서 이루어졌다.

《몽어노걸대》는 다음과 같은 문장으로 시작한다.
ᠶᠡᠬᠡ
ᠠᠪᠠᠭᠠᠢ
ᠴᠢ
ᠬᠠᠨᠠᠰᠠ
ᠢᠷᠡᠪᠡ 이커 아바개 치 하나사 이러버
큰 兄아 네 어ᄃᆡ셔 온다
ᠪᠢ
ᠴᠤᠤᠬᠢᠶᠠᠨ
ᠸᠠᠩ ᠭᠢᠩ
ᠡᠴᠡ
ᠢᠷᠡᠪᠡ 비 ᄎᆇ햔 왕 깅 어쳐 이러버
내 朝鮮 王京셔 왓노라
ᠤᠳᠤ
ᠬᠠᠨᠠ
ᠡᠴᠢᠨ᠎ᠡ 오도 하나 어치너
卽今 어ᄃᆡ 가ᄂᆞᆫ다
ᠪᠢ
ᠪᠡᠭᠡᠵᠢᠩ
ᠶᠢᠨ
ᠵᠦᠭ
ᠡᠴᠢᠮᠦᠢ 비 버거징 연 쥭 어치뮈
내 北京으로 向ᄒᆞ야 가노라

## 판본
《몽어노걸대》는 세 차례에 걸친 간행 기록이 존재한다.
《통문관지》 권8 십물조(什物條)에서는 1741년에 몽학관 이최대(李最大) 등이 손재(損財)하여 간행하였다고 하는데, 이러한 사실은 동양문고본 《몽어노걸대》의 서문에서도 확인할 수 있다. 이후 1766년에 (李億成)에 의해 첫 번째 개정본이 간행되었고, 이러한 사실은 《첩해몽어》 서문에 기술되어 있다. 1790년에 방효언(方孝彦)에 의해 다시 한 번 개수되었는데, 다른 몽학삼서 《첩해몽어》《몽어유해》와 함께 간행한 것이다.
현존본이 이억성에 의한 1차 개수본인지, 방효언에 의한 2차 개수본인지는 의견 차이가 있다. 김방한은 이억성에 의한 1766년 간행본으로, 이기문은 방효언에 의한 1790년 간행본으로 주장하고 있다.
| 서명                    | 연도   |
| ----------------------- | ------ |
| (평양판) 《노걸대언해》 | 1745년 |
| 《노걸대신석언해》      | 1763년 |
| 《청어노걸대신석》      | 1765년 |
| 《몽어노걸대》          | 1790년 |
| 《중간노걸대언해》      | 1795년 |

## 현대 한국어역
- 최동권 옮김, 《역주 몽어노걸대》, 피오디월드, 2009, ISBN 9788993664102